# Новоплотава
Новоплота́ва (рос. Новоплотава) — селище у складі Хабарського району Алтайського краю, Росія. Входить до складу Мічурінської сільської ради.

## Населення
Населення — 308 осіб (2010; 362 у 2002).
Національний склад (станом на 2002 рік):
- росіяни — 97 %